# Långsnöre
Långsnöre (Lineus longissimus) är en art i stammen slemmaskar. Den kan ha en längd på upp till 50 meter, vilket gör den till världens längsta djur. 

## Kännetecken
Längden på masken kan variera väldigt mycket beroende på om den är sammandragen eller utsträckt. Ofta ligger den med en del av kroppen i ett slappt nystan medan en annan del kan vara utsträckt. Färgen är brun, rödbrun eller svart, och ibland kan längsgående ränder anas. Huvudet har längsgående slitsar och lite längre ner på kroppens undersida finns munnen som har vit pigmentering. Den har 10 till 20 ögon längs med huvudets ljusare kanter. 

## Utbredning
Långsnöre finns i Sverige längs med Bohusläns kust. Den finns även i Norges och Storbritanniens kustområden. 

## Levnadssätt
Långsnöre är ett rovdjur som lever på framför allt på snäckor och havsborstmaskar. Den jagar genom att blixtsnabbt skjuta ut sin långa snabel (proboscis) som snärjer in bytet som sedan långsamt förs in i munnen. Som försvar utsöndrar den ett slem som innehåller ett nervgift (se referens ). En människa som tar upp masken i handen får efter ett tag en stickande känsla i handen av giftet. I Sverige lever den på hårda klippiga bottnar på minst 10 meters djup. I andra länder har man påträffat den på grundare vatten. 

## Etymologi
Longissimus betyder 'längst' på latin.